# Wereldkampioenschappen schermen 1937
De 1ste wereldkampioenschappen schermen werden gehouden in Parijs in 1937. De organisatie lag in de handen van de FIE.

## Medailles

### Vrouwen
| Onderdeel   | Goud                                                                              | Goud      | Zilver                                                   | Zilver    | Brons                                                                       | Brons      |
| ----------- | --------------------------------------------------------------------------------- | --------- | -------------------------------------------------------- | --------- | --------------------------------------------------------------------------- | ---------- |
| Floret      |                                                                                   |           |                                                          |           |                                                                             |            |
| individueel | Helene Mayer                                                                      | Duitsland | Ilona Elek                                               | Hongarije | Ellen Müller-Preis                                                          | Oostenrijk |
| Ploegen     | Erna Bogáti Ilona Elek Margit Elek Katalin Horváth Györgyné Rozgonyi Ilona Vargha | Hongarije | Hedwig Haß Helene Mayer Olga Oelkers Rotraud von Wachter | Duitsland | Ulla Barding Karen Lachmann Kate Mahaut Grete Olsen Aya Pedersen Mitzi With | Denemarken |

## Medaillespiegel
| Plaats | Land       | Goud | Zilver | Brons | Totaal |
| 1      | Hongarije  | 3    | 2      | 1     | 6      |
| 2      | Italië     | 3    | 1      | 0     | 4      |
| 3      | Frankrijk  | 1    | 4      | 1     | 6      |
| 4      | Duitsland  | 1    | 1      | 1     | 3      |
| 5      | Oostenrijk | 0    | 0      | 2     | 2      |
| 6      | België     | 0    | 0      | 1     | 1      |
| 6      | Denemarken | 0    | 0      | 1     | 1      |
| 6      | Zweden     | 0    | 0      | 1     | 1      |
| Totaal | Totaal     | 8    | 8      | 8     | 24     |

1937 · 1938 · 1947 · 1948 · 1949 · 1950 · 1951 · 1952 · 1953 · 1954 · 1955 · 1956 · 1957 · 1958 · 1959 · 1961 · 1962 · 1963 · 1965 · 1966 · 1967 · 1969 · 1970 · 1971 · 1973 · 1974 · 1975 · 1977 · 1978 · 1979 · 1981 · 1982 · 1983 · 1985 · 1986 · 1987 · 1988 · 1989 · 1990 · 1991 · 1992 · 1993 · 1994 · 1995 · 1997 · 1998 · 1999 · 2000 · 2001 · 2002 · 2003 · 2004 · 2005 · 2006 · 2007 · 2008 · 2009 · 2010 · 2011 · 2012 · 2013 · 2014 · 2015 · 2016 · 2017 · 2018 · 2019 · 2022 · 2023